# 西田藍
西田 藍（にしだ あい、1991年（平成3年）10月20日 - ）は、日本のアイドル、モデル、エッセイスト、ライター、書評家。福岡県立福岡中央高校中退。
熊本県出身。ミドルネームはシャーロット（Charlotte）。

## 経歴
2012年
講談社主催のアイドルオーディション『ミスiD2013』に応募し、準グランプリに相当する「ミスiD」5名の中に選出される。
以後、各媒体での書評やエッセイ等を中心に活動している。
2013年
7月20日 第52回日本SF大会出演。
2014年
『サイゾー』4月号（株式会社サイゾー）よりコラム「西田藍のアイドル的"制服"偏愛論」を連載開始。西田にとって初の連載となる。
『ダ・ヴィンチ』5月号（KADOKAWA メディアファクトリー、現KADOKAWA）より「絶対読んで得する14冊 7人のブックウォッチャー」連載開始。
ミスiD2013-2015として「TOKYO IDOL FESTIVAL2014」出演。
『SFマガジン』2014年10月号（早川書房）にて表紙グラビアを飾る。同誌がカバーガールを起用するのは西田が初。
2015年
『SFマガジン』2015年1月号より「にゅうもん！ 西田藍の海外SF再入門」を連載開始。

## 人物
- 自らの学生時代については「未だに進研ゼミのCMに目を背けてしまうような青春」と語る[5]。
- 熊本在住時また現在の事務所に加入する以前は「地方在住かつフリーはかなりきつい」と漏らしていた[6]。アイドルとしては「若いうちにいっぱいグラビアのお仕事したい」と語る[7]。
- 趣味は読書。SFを好み、小説ではフィリップ・K・ディック、筒井康隆を筆頭に、トルーマン・カポーティ、フランツ・カフカ、林芙美子、津原泰水、伊藤計劃。漫画では吾妻ひでお、高橋葉介、高野文子などを好きな作家として挙げている[8][9]。特に吾妻ひでおは熱狂的なファンでありキャラのコスプレをしてサイン会に行くほど[10]。
- 仲村みうのファン。引退時に行われたイベントに観客として参加した際、公式レポートの写真に泣いている姿が映り込んでいた[11]。
- モーニング娘。推しである[12]。なかでもリーダーの道重さゆみを敬愛しており、企画「私を救った本」ベスト5にてヴィクトール・フランクルやミヒャエル・エンデの著作に並べて「道重さゆみ写真集『20歳7月13日』」を第3位に挙げている[13]。
- ミスiDに応募したのは締切30分前に選考委員である山崎まどかのツイートを見たことから[14]。後に山崎は西田について“お砂糖入りのミルクみたいなルックスと、あきらかにややこしい内面。下校途中、駅のベンチで『アタシに話かけんな！』オーラを発しながら文庫本読んでいる時が実は一番魅力的、というタイプ”と評している[15]。
- 編著を愛読書に挙げていた経緯により翻訳家の大森望がオーディション時の公式掲示板に書き込みを行い、それがきっかけとなり以降も親交を持つ[16]。
- 小説家デビューについて、インタビューで「高校生の頃に誰かのパクリで書いたりと黒歴史があります。今は誰かの文章をパクらないように文章を書いていますが、どうですかね」[17]と盗作歴があるかのように書かれてたが、後に本人はこのような発言はしていないと自身のTwitterで反論した[18]。

## 出演

### テレビ
- お・ま・た・せ ゲーム王 〜すごい奴がやってきたSP〜（朝日放送テレビ）
- ニッポン戦後サブカルチャー史（NHK Eテレ）
  - ニッポン戦後サブカルチャー史II（NHK Eテレ）
- 緊急検証! 時空の歩き方〜時をかける人類〜（2015年、ファミリー劇場）
- 鎧美女（2016年7月29日、フジテレビONE）
- ニュース女子（2018年、DHCテレビ）

## 執筆・その他

### 新聞
- 朝日新聞夕刊 2013年5月25日号 インタビュー『みんなアイドル 飽和の市場、新たな個性探す』
- 共同通信 「本と私」書評 トルーマン・カポーティ「誕生日の子どもたち」
- 西日本新聞 2014年2月15日号 エッセイ「許されていた場所」

### 雑誌
- FREECELL 特別号19 グラビア＆イベントレポ『ミスID2014前夜祭レポート』
- 文學界 2013年8月号 エッセイ『ギャツビーがすきだけどきらいなの』
- すばる 2013年8月号 インタビュー『読書好きアイドルを追え！』
- 小説野性時代 2013年8月号 筒井康隆特集 書評『私の好きな筒井作品』（脱走と追跡のサンバ）
- IN★POCKET 2013年8月号 東野圭吾特集 書評「どちらかが彼女を殺した&私が彼を殺した」
- ユリイカ 2013年10月号「特集※武田百合子」 エッセイ『遊覧しよう』
- サイゾー インタビュー&グラビア「"美少女ハーフ文学アイドル"の超乱読ぶりに迫る!」[19]
- SPA! 2013年12月24日号、インタビュー『元ひきこもりアイドルが分析「ネットで金品を得る女たちの真意」』
- S-Fマガジン 2014年10月号 グラビア&評論『いまこそ、PKD。』
- サイゾー 2014年4月号〜11月号 エッセイ「西田藍のアイドル的"制服"偏愛論」（連載）
- SPUR 2014年 12月号 グラビア＆インタビュー　特集『あなたのベッドサイドテーブルブックは何ですか？』
- トーキングヘッズ叢書No.60 表紙グラビア＆対談『制服イズム〜禁断の美学』
- 別冊TH ExtrART file.03 グラビア
- MEN'S NON-NO 2015年1月号　グラビア＆書評　特集『SFと美少女』
- ダ・ヴィンチ 書評「絶対読んで得する14冊 7人のブックウォッチャー」（連載中）
- S-Fマガジン 書評「にゅうもん！ 西田藍の海外SF再入門」（連載中）

### その他
- ダ・ヴィンチ 電子ナビ 『元ひきこもりアイドル西田藍が選ぶ、「私を救った本」ベスト5』 [20]
- 玄光社 『こだわりのブックカバーとしおりの本』[21]
- ぶるぺん #64『まっつんにオススメの女子大集合祭り4』
- 本の雑誌社『サンリオSF文庫総解説』表紙グラビア&書評
- 荻上チキ・Session-22
- エンタメNEXT コラム『文芸アイドル・西田藍が読み解く『まーどぅー本』ハロプロ特有の箱庭感がもたらす幸福とは？』
- NEWSポストセブン

## 作品

### DVD（イメージビデオ）
- さよなら、お姉さん (2015年5月22日、竹書房）
- 藍 Love　(2015年12月25日、エアーコントロール）